# Opatija Rolduc
Opatija Rolduc je srednjeveška opatija na robu mesta Kerkrade na skrajnem jugovzhodu Nizozemske. Danes je rimskokatoliško semenišče s povezanim konferenčnim centrom. Opatija je rijksmonument (nizozemska nacionalna dediščina). Je na uradnem seznamu 100 najboljših nizozemskih območij dediščine, ki ga je leta 1990 sestavil današnji Rijksdienst voor het Cultureel Erfgoed (Državna služba za kulturno dediščino).

## Zgodovina
Leta 1104 je mladi duhovnik po imenu Ailbert iz Antoinga ustanovil avguštinsko opatijo v deželi Rode blizu reke Wurm. Opatija se je imenovala Kloosterrade, ki je kasneje postala 's-Hertogenrade (francosko Rode-le-Duc ali Rolduc), po vojvodskem gradu, ki je bil zgrajen čez Wurm. Ailbertus je umrl leta 1111. Njegove kosti so pokopali v kripti. Leta 1136 je dežela Rode, vključno z opatijo, postala last vojvodine Limburg. Kloosterrade je veljal za njihovo družinsko cerkev. V Rolducu je pokopanih več limburških vojvod, med njimi je Walram III., čigar kenotaf je v ladji cerkve. V 12. in 13. stoletju je opatija cvetela. Kloosterrade je ustanovil več drugih skupnosti. Leta 1250 je imela opatija v lasti več kot 3000 hektarjev zemlje.
V 14., 15. in 16. stoletju so bili časi za opatijo težji tako v duhovnem kot materialnem smislu. Stavbe so bile med osemdesetletno vojno močno poškodovane. Materialistično je opatija ponovno začela uspevati v poznem 17. stoletju, ko so bili prihodki ustvarjeni z izkoriščanjem rudnikov premoga. Okoli leta 1775 je Rolduc zaposloval 350 rudarjev.
Opatijo so Francozi razpustili leta 1796. Stavbe niso bile v uporabi kar 35 let. Leta 1815, ko je bilo ustanovljeno Združeno kraljestvo Nizozemske (glej Dunajski kongres), je bila meja potegnjena skozi starodavno deželo Rode, ki je ločila opatijo od gradu. Vzhodni del (vključno z gradom) je postal pruski Herzogenrath, zahodni del (vključno z opatijo) pa del nizozemske občine Kerkrade.
V 19. stoletju je Rolduc postal znan internat, ki so ga vodili jezuiti, in semenišče škofije Roermond. Številni vplivni nizozemski katoličani (npr. pisatelj Lodewijk van Deyssel in družbeni reformator Alphons Ariëns) so se izobraževali v Rolducu.
Nekdanja opatija je zdaj srednja šola ( Charlemagne College, prej College Rolduc ), rimskokatoliško semenišče in kongresni center Rolduc .

## Opis
Opatijska cerkev iz 12. stoletja je primer mozanske umetnosti. Kripta ter kor in kor zgoraj imajo vzorec deteljice. Notranjost tako cerkve kot kripte vsebuje bogato izrezljane kapitele. Zanimivo je dejstvo, da imajo stebri v kripti različno zasnovo. Leta 1853 je mladi arhitekt Pierre Cuypers dobil naročilo za obnovo kripte in da v največji možni meri obnovi prvotno romansko tkanino.
Križni hodnik je večinoma iz 18. stoletja. Opatija ima bogato okrašeno rokokojsko knjižnico s pomembno zbirko knjig. V srednjem veku je bila knjižnica Rolduc ena najbolj znanih knjižnic v regiji Meuse. Zgodovina opatije je zapisana v tako imenovanih Annales Rodenses, kroniki o letih 1104 do 1157.
Notranjost nad oltarjem je delo slikarja nazareškega gibanja Matthiasa Goebbelsa.

### Samostanski vrt, pokopališče in gozdnata okolica
Rolduc stoji sredi gozdnatega območja v bližini reke Worm. Na lastnem posestvu so križni hodnik (za opatijsko cerkvijo, z ostankom romanskega križnega hodnika), samostanski vrt (z dvema vrtnima hišama iz okoli leta 1700) in obzidano samostansko pokopališče (z neogotsko pokopališko kapelo s kalvarijsko skupino). V neposredni bližini so omembe vredni: gozdiček z ribniki, dolina Vrouwezijp in več starih drevoredov (vključno s Chemin d'Abbaye).